# 咸豊黄河大改道
咸豊黄河大改道（中国語: 咸丰黄河大改道）は、1855年8月1日（咸豊5年6月）に発生した河道変動。黄河は河南省蘭考県銅瓦廂で決壊したことで河道を変え、北へ向かい、長垣市、東明県から張秋鎮に至り、済水(山東省での通称は大清河)の流れを奪い、山東省(zh:山東省 (清朝))で海へ注ぎ込むようになり、現在に至っている。
咸豊黄河大改道は紀元前602年以降の26回目となる黄河の河道変動であり、現代に最も近い黄河の河道の大きな転換でもある。河道変動後の河川トラブルは深刻であった。今回の河道変動は、山東省を中心に両岸の人々に大きな損害を与えた。1884年（光緒10年）までに山東の黄河堤防が全面的に完成するも、その後も黄河は氾濫した。但し、常時山東省から海へ注ぎ込む流れは変わらなかった。

## 背景
黄河が淮河の流路を奪ってから明代の潘季馴まで4度の治水工事を行い、黄河の河道は300年余り明清故道に固定されていた。現在の行政区分でいえば、黄河は河南省、山東省南部、安徽省北部を通り、江蘇省北部で黄海に注いでいた（現在の廃黄河）。

## 清政府の対応
中央政府から地方政府まで、決壊箇所を塞いで元の流路に戻すべきかどうかをめぐって長期にわたり議論が続き、前後20年以上に及んだ。この議論の過程は大きく3つの段階に分けられる。

### 第一段階
1855年（咸豊5年）-1863年（同治2年）：清政府は他の問題に手一杯で、黄河は氾濫状態のまま放置され、黄河が山東省を経て渤海に注ぐ状況が基本的に形成された
1855年（咸豊5年）6月に黄河が山東省を経て海に注ぐようになった時、清政府は太平天国の乱の鎮圧に全力を注いでおり、黄河の氾濫に対処する余裕がなく、更に治水対策を行う財源も不足していたため、適切な時期に明確な治水計画を提出することができなかった。黄河が決壊した翌月、咸豊帝は次のような勅令を出した。「黄河が氾濫し、3省にわたる地域で民衆が離散し、私は深く心を痛めております。しかし、過去の大規模な治水工事では数百万両の資金が必要だった。現在、軍事は安定しておらず、食料や物資も途切れているため、直ちに治水工事を開始するのは難しい状況です。排水方法を講じ、氾濫した水が海に流れ込むようにすれば、周辺の田畑と住居を守ることができるだろう。蘭陽（現在の開封市蘭考県）の決壊については、一時的に修復を見送ります。」
黄河の氾濫と民衆の離散という事態に直面し、中央政府にできる唯一のことは、山東巡撫に「状況に応じた誘導」をさせ、黄河をスムーズに海に流し込み、堤防工事を一時的に延期することであった。その主な理由は「軍事問題が解決されておらず、食料や物資も供給されていない」ことだった。1860年（咸豊10年）になると、一部の人々が「黄河の流れを変え、寄付金を集めて堤防を築く」ことを提案した。黄河が大清河を通ってスムーズに海に流れ込むように新しい堤防を建設し、黄河の災害から川沿いの住民を守ることを目的であった。しかし、「支障が発生しない、全体的な計画が必要である」という理由で、一部の官僚の強い反対に遭い、阻止された。この時、英仏連合軍が既に北京の城下に迫っており、咸豊帝は河川問題に注意を払う余裕がなく、堤防建設の提案を棚上げにした。

### 第二段階
1864年（同治3年）-1884年（光緒10年）：中央政府内部で黄河の流路を巡る議論が続く一方で、新しい堤防の建設が始まった。この期間は議論と建設が並行して行われる状態となり、治水の有効性に大きな影響を与えた

清朝の山東省の範囲（1820年）

直隷省の範囲（1911年）

氾濫が発生した直隷省大名府の位置（1820年）

1864年（同治3年）、清政府が太平天国から南京を取り戻し、黄河の治水に取り組む余裕ができたが、治水計画について大きな意見の相違があった。黄河の流路をめぐって、中央から地方まで二度の大規模な議論が起こった。それぞれ1868年（同治7年）から1872年（同治11年）と1886年（光緒12年）から1887年（光緒13年）に行われた。当初、黄河の流路について、清政府内部では、山東を経由して渤海に注ぐ、元の流路に戻す、故道分水三分という3つの異なる意見があったが、後に分流説は元の流路に戻す意見に統合され、2つの意見となった。官僚たちの議論の中心は、黄河が山東を経由して渤海に注ぐのか、元の流路に戻って淮徐から渤海に注ぐのかという点であった。
当初、山東巡撫、東河総督、漕運総督などは皆、「順流説」を支持し、黄河を元の流路に戻すことを主張する官僚は多くなかった。この時点では、彼らはまだ黄河の決壊が大運河、特に山東に及ぼす影響を認識していなかった。1868年（同治7年）12月、山東巡撫丁宝楨、東河総督蘇廷魁、漕運総督張之万、両江総督馬新貽ら9人は連名で中央政府に上奏し、渤海への順流を主張し、元の流路に戻すことに反対する3つの理由を挙げた。第一に、財政が逼迫しており、「中原の軍務が始まったばかりで、国庫は空っぽであり、巨額の資金を調達することは困難である」。第二に、治水が容易ではなく、「滎澤の工事は黄河の南岸にあり、上流に位置している。蘭陽の工事は黄河の北岸にあり、下流に位置している。状況から判断すると、まず滎澤を塞ぎ、次に蘭陽を塞ぐべきであり、同時に行うことは困難である。滎澤の決壊箇所からの分流は少なく、大部分は依然として蘭陽の決壊箇所から直接利津(利津縣)牡蠣口を経由して渤海に注いでいる。その勢いは激しく、まるで滝のようである。その水面の広さ、落差の深さ、工事の困難さは、滎澤の工事に比べて数倍にもなる」。最後に、河川工事の管理が困難であり、「もし数十万人の労働者を新たに募集し、黄河沿いの数千里に集めたとしても、管理が不適切であれば、問題を引き起こすことが特に懸念される」。
この時、丁宝楨らは黄河を渤海に流すべきと主張していたが、黄河の水害が運河に及ぼす影響については気付いていなかった。黄河と運河の洪水は非常に強い連動性があることから、一般的に黄運水害または黄運洪水と呼ばれている。運河を塞ぐ程度の小さなものから、運河が決壊するほどの大きなものまでさまざまで、黄河と運河のさまざまな規模の洪水を引き起こした。運河の治水は、漕運の通行に直接影響し、漕運の円滑さは政権の安定に直接影響するため、運河の盛衰は清朝政権にとって非常に重要であった。決壊以前、運河は長江から淮河、黄河経て北京に至っていた。決壊以降、運河は山東の黄河区間を経由して黄河を利用する必要があり、山東省中部と西部は黄河と大運河の合流点になった。大運河は16の県を流れ、長さは800里以上だった。山東の黄河区間が運河に大きな影響を及ぼした。黄河の増減は水運の円滑な流れに直接影響するため、清政府もこの問題の深刻さを徐々に認識するようになった。黄河の洪水は漕運に直接影響を及ぼし、さらに重要なことに山東省の安全に影響を与えたため山東巡撫を筆頭に官僚たちは、黄河の流路に対する態度を変え始めた。
1872年（同治11年）11月、丁宝楨は漕運総督文彬と共同で上奏し、黄河を淮河から海に流れ込むように戻すべきと主張した。その中で彼は以下の理由を挙げた。「改めて熟考すると、多くの支障がある。互いに比較検討すると、4つの利点があります。既存の河川を利用すれば、土地や民家を放棄する必要がない。これが1番目の利点である。既存の堤防は修復されているため、新しい堤防を建設する必要はありません。これが2番目の利点です。役所や軍の制度が廃止されてから間もないため、制度はまだ確認可能であり、人材も残っている。これが3番目の利点です。船が灌漑されて黄河を渡るとき、障害を心配する必要はありません。船の数を徐々に増やせば、元の規則をゆっくりと回復することは難しくない。これが4番目の利点です。」
この時、古道復興を主張した役人には丁宝楨のほか、東河総督の李鶴年、直隷総督の李鴻章なども含まれていた。客観的に見れば、丁宝楨が提唱する4つの淮河と徐州の故道を復帰させる理由は一見正当性があるように見えますが、黄河の流路変更からすでに17年が経過し、旧流路の堤防は深刻な損傷を受けており、「利点2」は利点とは言えなくなっていた。「利点3」の制度は調査可能でも時代が変わり、仮に復帰させてもその有効性を発揮するのは難しい状況であった。「利点4」についても、たとえ漕運に有利であっても、漕運が河運から海運に移行する傾向が定着していた。このように、「4つの利点」のうち3つはもはや利点とは言えず、説得力に欠けていた。しかし、この時点で清朝の統治者は復古派の意見に対して態度を明確にしていなかった。
また、山東巡撫を代表とする官僚集団は一時「分流説」を提唱した。1883年（光緒9年）、黄河の氾濫が深刻化した際、山東巡撫の陳士傑は馬頰河を開いて黄河の流れを分散させることを提案したが、直隸総督の李鴻章は地勢と民情が適さないとして強く反対した。1886年（光緒12年）、山東巡撫の張曜は、下流の洪水を軽減するために、淮河と徐河の旧流路を利用して水を3つに分けることを提案した。黄河全体を旧流路に戻すのは困難だが、水を二つの河に分けることは可能だと主張した。後に分流派は復古派に合流し、黄河を淮河から海に流すことを主張した。「分流説」に対しては、江南の実力派だけでなく、直隸など隣接省も多くが異議を唱え、これが分流説が長続きしなかった主要な理由となった。同時に、堤防建設の議論が清政府の重要な議題となり実践され始めたことも、分流が実現しなかった主要な要因であった。
1883年（光緒9年）、黄河が決壊し、山東省の数十の県が甚大な被害を受け、省全体が洪水に見舞われた。清政府は穀倉総督の游百川を山東省に派遣し、山東巡撫の陳世傑とともに河川管理工事を監督させた。游百川は黄河両岸を視察した後、治水方法について報告し、黄河下流の両岸に長い堤防を築き、堤防の内側に細い堤防を築いて黄河の洪水を防ぐよう要求した。また、黄河の水を海に流すために小清河の浚渫を要求した。中央政府はその要請を承認した。その年、山東巡撫は長い堤防を建設するために民工(民間労働者)を組織し始めた。翌年5月には全長約1000里の大堤防が完成した。この堤防の完成は洪水防止に一定の効果をもたらしたが、工事が急いで行われたため、多くの瑕疵があり、後になって徐々に弊害が顕在化した。
黄河の流路問題について、江南地方の官僚集団は黄河の故道復帰に強く反対し、清政府内部でも次第に優位に立っていった。1887年（光緒13年）、黄河が再び氾濫し、漕運に直接の脅威を与えた。光緒帝は急いで治水方策を求めた。江蘇省出身の官僚や江南の同郷の友人、門下、元当局者らも、戸部尚書の翁同龢や工部尚書の潘祖蔭に繰り返し手紙を送り、江蘇省北部の水路浚渫問題に注目するよう要請した。これを受けて、翁同龢と潘祖蔭は共同で「鄭州決口を塞ぎ、補救策の立案を請う上奏文」を起草し、慈禧太后と光緒帝に上奏した。この上奏文では、黄河を故道復帰には「2つの大きな問題」と「5つの懸念」を列挙し、漕運と塩税を守るためには「現在の水勢では黄河の故道に戻すことは断じてできない」とし、さもなければ「東南の大局がどうなるか想像もできない」と述べた。この上奏文は黄河の災害状況への懸念と江南の経済的利益の保護が含まれていた。中央政府が当初、様々な治水意見に対して明確な態度を示さず、様々な意見の相違に対して判断を保留していたのは、主に力と財が不足していたためでしたが、翁同龢の上奏は光緒帝の最終決定に極めて重要な影響を与えた。
1887年（光緒13年）11月、光緒帝は次のような勅令を発布した。
「黄河の故道復帰については、臣下たちが繰り返し上奏してきた。しかし、莫大な労力と時間がかかり、鄭州の決壊によって国庫から数百万両の現金が急遽失われたこれ以降の資金調達は非常に困難を極め、決壊した堤防がまだ修復されていない状況で、同時に複数の事業を期限内に進めることは到底不可能である。尚書たちのこの上奏は、旧道に戻すべき理由について空論を述べているだけで、言葉の意味も曖昧である。その利害の軽重、地勢の高低、公共事業の規模、時間の切迫さなどについて、全体的な検討がなされておらず、詳細な報告もない。このような大事を、朝廷がこのわずかな言葉だけで計画を立て、疑問を解決できるはずがない。現在は極めて切迫しており、鄭州の工事を急いで完成させることが最優先である。したがって、河道に関する議論は一時保留とする。」
この勅令で、光緒帝は翁同龢の奏上した内容が「全体を見通した対策になっていない」と述べ、差し当たり決壊した堤防の修復を最優先事項とした。一方で、黄河を旧河道に戻すことには多くの不利な条件があることを指摘し、自然条件だけでなく、利害の大小や費用の大きさから、直ちに旧河道に戻すことは不可能であると判断した。この時点で、黄河改道から32年が経過しており、漕運はほぼ河川輸送から海上輸送への転換を実現し、漕運の地位は大きく低下し、山東省の運河区間の経済的地位も大幅に低下していた。また、新しい堤防も1883年（光緒9年）にほぼ完成しており、20年以上続いた黄河の流路に関する議論はようやく一時的に収束した。
この20年以上に及ぶ議論は、明らかな地域的色彩を帯びており、実質的には地方利益をめぐる争いでした。地方利益集団の力関係が変化すると、清政府の治水対策に影響を与え、治水方針の変更や新しい河川堤防の建設効果にも直接影響した。明らかに、この議論が「異なる地域の官僚が自身の管轄地域を競って守る」という状況を生み出し、洪水被害を悪化させる主要な原因となった。当時、直隷省(zh:直隶省)は上流に位置し、黄河が流れるのは一部の地域に過ぎず、黄河は氾濫しても大きな被害はなかったが、洪水は下流に流れ、山東省が真っ先に被害を受けた。直隷省は利害関係が薄いため、管轄地域の河川管理をしばしば疎かにし、形式的に対処し、何の対策も講じないことが多かったため、決壊が常態化していた。統計によると、黄河が山東省に流路を変更してからの52年間で、省外で決壊したにもかかわらず山東省で洪水被害が発生した年は14年あり、全体の27%を占め、そのほとんどが直隷省内の河川区間に起因していた。
山東巡撫の孫宝琦は、黄河中下流域では「総合的に計画し治めなければ、痛みと痒みが関連する。もし地域を分けて守るだけなら、秦と越のように対立する。地域を分けるか統合するかで、利害は明確に分かれる」と述べた。地方の官僚間で堤防の建設に関して意見の相違があっただけでなく、各地の住民も堤防対策について同様だった。当時、大堤防が完成した後、各地の民衆は小さな堤防のみ守り、大堤防を守ることを知らず、多くは隣人を犠牲にして自分を守ろうとした。「山東の住民は依然として川沿いの堤防を守る役人の指示に従い、まず住民の土手を守り、土手が決壊したら次に大堤防を守るように命じられた。しかし、堤防内の村落は移転が検討されておらず、大雨で洪水が発生すると、田畑や家屋がすべて浸水し、住民は堤防を決壊させて排水し、役人もそれを阻止できなかった。その後は土手だけを守り、大堤防を守らなくなった」。黄河沿いの住民たちは小さな堤防を守ることしか知らず、大堤防を守ろうとしなかったため、最終的に大堤防が破壊され小さな堤防も守れなくなり、ある年には修復した堤防が次の年には決壊するという状況になり、治水効果はほとんど見られなかった。

### 第三段階
（1884年（光緒10年）-清朝滅亡まで）：黄河の治水は決壊と修復を繰り返す中で行われ、大規模な治水は行われなかった
1884年（光緒10年）以降、清政府は黄河の治水に明確な計画を持たず、運河の地位低下により治水への取り組みも弱まった。さらに堤防の脆弱さや下流の河道が狭すぎるなどの要因が重なり、黄河の決壊が極めて頻繁に起こり、災害が相次いだ。1884年から清朝滅亡までの28年間で、黄河と運河の洪水災害が26年間発生し（1905年と1906年のみ洪水なし）、被災した県の数は300以上に達し、平均して毎年12の県が被災した。この期間中、特大洪水が1回、大洪水が2回、中規模洪水が15回、小規模洪水が8回発生した。堤防建設以前と比較すると、黄河と運河の洪水災害による洪水年の割合は増加こそすれ減少しなかった。1900年（光緒26年）に内陸河川の漕運が廃止されると、清政府は運河の浚渫や管理を完全に放棄した。時間の経過とともに、山東省の黄河と運河の交差点から臨清までの区間は土砂で埋め立てられほぼ陸地となってしまった。

## 流れの変化
蘭陽の三堡河が決壊した後、洪水はまず北西に流れ、封丘と祥符县の村々を浸水させ、その後北東に向きを変え、蘭儀、考城、さらに直隷省大名府長垣市の蘭通集（現在の蘭通、黄河東岸の蘭考と直隶省大名府東明の境界付近）を浸水さた。
蘭通集より下流では流れが二手に分かれ、一方は東に向かい昭王河に流れ込み、菏沢東部や鄆城西部を通り、北東へ進み運河を横断した。もう一方は北西に向かい、長垣市の小青集（現在の小青、長垣市南東12キロメートル付近）を経て、東に折れ「丰里、由义里、青邱里、海乔里を通り、東明県の張表屯一帯に至り」、さらに北へ折れて東明県の雷家庄で2つの支流に分かれ、「1つの支流は東明県の南门から流れ出し、7割の水の流れは山東省曹州府を通り、昭王河の洪水水と合流して張秋鎮に流れ込んだ」正確な位置は不明ですが、この支流は洪河から東明県南門外へ流れていたことが記録から確認されている。『続東明県志』には、銅瓦廂が決壊した後、「その支流は洪河に流れ込み、漆河を巡った」と記録されておりこの点を裏付けることができる。東明南門を出て東に曲がり、昭王河に合流する。この水流は7つの部分に分かれており、七岐河を迂回する部分は雷家荘によって区切られた別の部分です。この部分は洪河を通過した後、北東に流れ続け、東明県の北西あたりで七岐河に合流します。七岐河に沿って下流に流れ、東明県の北門を通過し、北東で洪河に入った。その後、「茅草河を通り、山東省濮州市、白阳阁、逯家集、范県南部を通り、徐々に北東に流れて白阳阁で運河を横断」した。この支流は全体の3割を占めていました。これが黄河決壊当初の洪水の動きです。
10月になると洪水の動きが変化し、主に3つの流れに分かれた。1つ目は昭王河から斜めに洪河を横断し、東明城南部を経て、开州（現在の濮陽）へ向かい、その後北東へ進んで濮州に至るもので、これが最も大きな流れでした。他の2つの流れは菏沢県城南北方向へのものでしたが、その規模は小さくなりつつあった。そのうち北側の流れは城壁付近まで近づいていましたが、西側へ移動し始めていた。昭王河から洪河への「斜め横断」の別の支流については詳細な起点は不明ですが、『咸府通記』には「咸豊5年銅瓦廂決壊後、大きな流れが境内の賈魯河に入り、その後洪河にも分岐した」と記されている。このことから、この支流が賈魯河から分岐していたことがわかる。また咸豊7年（1857年）には「黄河が再び賈魯河から北へ折れ、新しい川筋を開いて曹州七里河に入った」と記録されている。このため、この支流は咸豊7年以前にも賈魯河北部から分岐していた可能性があった。この支流は賈魯河北部から李官营を経由して東明城南部に至り、その後洪河を斜めに横断して开州へ向かったと考えられる。
12月には、大きな流れは依然として3つに分かれて流れ、曹州府城は真正面からの衝撃を受け、城を守る堤防は危険な状態にありました。「南の二つの流れは堤防の外側から分かれ、一つは昭王河に入って府城の東を流れ、もう一つは淘背河に入って府城の西を流れ、いずれも東明城南の洪河の一つの流れと合流して東に向かい、東明と菏沢の境界にある常岡廟、米口、馬荘から数カ所で支流が流れ出し、定陶、曹、単、城武、金郷の5つの県に氾濫した」とされている。この記述では、昭王河が府城の東にあるのは理解できるが、原文の状況から見ると、城を守る堤防の外側から二つの支流が分かれ、西側の一つが淘背河まで流れたとされている。しかし、淘背河は長垣県内にあり、菏沢県の西南30～40キロメートルの場所にあるため、河水が東北や西寄り、東寄りに流れる可能性はあっても、西南方向に逆流する可能性は非常に低いと考えられる。
咸豊5年の洪水が及んだ範囲は、北は开州、濮州、范県の南境まで、南は昭王河まで、東南方向は曹、単など5つの県に達した。
咸豊7年か8年（どちらかは諸説あり）、「賈魯河から北に折れ、李官营から新しい河を開いて曹州の七里河に入り、東北に回り込んだ」とされている。この北に折れる流れは、咸豊5年10月に「賈魯河から斜めに洪河を横断した」流れと同じものです。上述の通り、その後流れが弱まった可能性があり、この年に大きな流れが再びこのルートで北上したため、「再び賈魯河から北に折れた」という表現が使われている。
1858年（咸豊8年）、流れの勢いは長垣県の小青集付近で変化し、「西側の兰冈里、黑冈里、裴村里、大张里を経て東明県境の邢庄一帯に入った」とされている。邢庄と李官营村はわずか2キロメートルしか離れていないため、これら二つの流れは邢荘と李官营付近で合流した後、それぞれ東北と北に向かって流れ、東北に向かう支流は七里河に合流した。咸豊8年の流れは主に4つに分かれ、それぞれ洪河、七里河、昭王河を流れました。さらに、もう一つの支流が考城から分かれて定陶、曹、単など5つの県に氾濫した。
1859年（咸豊9年）、考城の一支流が堆積して塞がり、曹、単など5県が干上がりました。1860年（咸豊10年）には、河の勢いがさらに北に向かって発展し、七里河を迂回して北東に向かう一つの流れが洪河に合流し、洪河はさらに広大になって東明県城に迫り、さらに城の西で分流して北に向かい、开州の南境に氾濫した。この時、東明県より上流の河の勢いはすでにかなり集中しており、山東省の東明県より下流では流れが分かれ始め、「一つの流れが西に开州の境界に入り、さらに三つの流れに分かれて濮の境界に入り、范県の境界内で分流して陽穀県、寿張の張秋鎮を経て運河を横断し東阿県の境界に入った」とされている。流れは全部で5つに分かれ、すべて東明県の境界内から分かれていましたが、これら5つの流れがどこから分かれたかについては詳しく記述されていません。
1861年（咸豊11年）、「河が金堤防を決壊させ、水が州城（濮州を指す）を取り囲み、その広がりは140里余りに及んだ」とあった。氾濫水がすでに北側の金堤防まで達していたことがわかる。
咸豊年間、黄河の流れは常に分かれたり合流したりし、水勢は散漫で、主流は定まらず、「一つの流れが数流に分かれたり、数流が一つの流れに合流したり」し、その幅は「20～30里から70～80里」、深さは「7～8尺から1丈1～2尺（約2.1～3.6メートル）」でした。その流れは主に残存する枯れ川や溝に沿って広がっていた。
1863年（同治2年）、河水が激しく増水し、水源が非常に豊かになり、「一つの流れが开州と東明に直接下り、もう一つの流れが定陶、曹、単などの地域を横切った」とされている。开州と東明に下る一つの流れは依然として蘭通集から長垣の境界に入り、小青集（盤岡里）付近で変化が生じ、「西の乐善里、海渠里、大留里、新安里、竹林里、迁冈里、鲍固里、褚城里、于林里を経て東明県の境界に入った」とあった。この経路は元々の沙河の河道で、沙河から洪河に入り云台口を経て東明県城に入り、すぐに西に移動して「由李连から高村に向かい再び東に折れ、皇庄、刘庄を経て山東の境界に入った」とされている。山東省内の具体的な経路の記録は不足しているが、河の勢いの発展から見て、おそらく贾庄を過ぎて临濮、箕山の線に沿っていたと考えられる。この重要な河道がいつ形成されたかについては詳しく述べられていません。
1864年（同治3年）、开州の黄河は北への移動を続けて金堤防に達し、「渠村、郎中郷、清河頭などの村がすべて水没した」。金堤防に阻まれた後、金堤防に沿って「南西から北東に斜めに向かい、濮州が真正面にあたり、濮から范を経て再び北東に向かい寿張の境界を過ぎて張秋で運河を横断した」。この時、开州、濮、范の金堤防一帯はすべて洪水に浸かり、洪水の主流はほぼ金堤防の南側に移動していた。滔々たる洪水は、勢いを止めることができなかった。
1866年（同治5年）、水が濮州城を浸し、官署は移転を余儀なくされ、数年後にようやく落ち着いた。そのため劉長佑は「开州の黄河は日に日に北に向かい、京師の境界が浸水の危険にさらされている」、「近年新たに修築された金堤防はほぼ洗い流され、状況は非常に危急である」と述べた。翌年3月にも「开州の金堤防はちょうど大きな流れが注ぐところにあたり、一線に延々と続いている」と述べている。
この時、氾濫流はすでにかなり集中しており、1867年（同治6年）に蘇廷魁が蘭陽から牡蠣嘴海口までの三省二十余州県の状況を調査した後、「黄河の流れは真っすぐ北東に向かい、斜めに横切る支流はなく、咸豊5年に最も水害が甚大だった菏泽、定陶、鄆城、金郷などの地域は、最近では河から徐々に遠ざかり、水害を免れている」と述べている。この時の黄河は、最初の決壊時の分岐した状況とは大きく異なり、主流は濮范一帯に沿って流れていた。
しかし、洪水は金堤防を越えることができず、同治6年に再び南へ移動し始め、「竹林から毛茈を経て州の境界に至り、司马、焦邱、安二头、习城がすべて河の本流となった」。これらの村々はすべて开州の南側、現在の黄河の北岸にあり、主流が习城を過ぎた後、東に向かって折れ、斜めに昭王河を横切り、1868年（同治7年）に昭王河東岸の紅船口で決壊し、さらに東へ進んで鄆城に衝突し、济河に流れ込み、郓西は水浸しとなり、運河を横断する地点は安山まで南に移動した。
主流が昭王河、沮河一帯に南下した、河身は東西の形勢となり、1871年（同治10年）に红船口が堆積して塞がり、主流は北に移動して张家道口に至り、「二つの流れに分かれ、鄆城県の南北から沮河東岸に向かった」。そのうち南の流れがより大きく、候加林を襲い、有名な候加林決口を引き起こした。洪水は済寧、汶上、嘉祥などに及び、南陽湖、昭陽湖などにも流れ込み、運河の航路を脅かし、被災地域は非常に広范囲に及んだ。翌年、大規模な工事を行って堤防を修復せざるを得なくなった。
1872年（同治11年）、主流は鄆城県の城壁に直接衝突し、水は城の北西の隅から入った。1873年（同治12年）には再び张家支门および東明県の岳新庄、石庄户で決壊し、流れは三つに分かれた。「石荘支門から下湖を経て運河に入るものが南流、正河から北に注いで鄆城、寿者に入るものが北流、紅川から分かれて沮河に入るものが中流」となった。三つの流れのうち南流が最大で、東南に斜めに注ぎ、北流はいわゆる正河で、おそらく临濮、箕山あたりを経て北東に運河を横断した。三つの流れは互いに入り乱れ、「あるときは南へ、あるときは北へと、河に定まった本流がない」状態だった。この期間、東明より上流の河勢はすでにかなり安定しており、河流の方向は今日の河とほぼ同じであった。
1874年（同治13年）、石庄户口门で流れが奪われ、主流は嘉祥、魚台から南陽湖に向かって運河に入った。運河の両岸、南側の豊、沛県の属する地域、北側の滕、峄の濱湖の民地がすべて水没し、「邳州、宿迁、桃源、海州、赣榆、沭阳各属の人々が離散した」。主流は中河および六塘河から海に注いだ。
以上の分析から、同治6年前後には散漫だった洪水にすでに集中する傾向が見られ、依然として分岐や氾濫の現象はあったものの、主流が移動したところがそのまま主要な被災地となり、そこでの問題が最も深刻であったことがわかる。このことは、この時期の主流がもはや支流と同等の勢いを持っていなかったことを示している。方向と水力の面で、主流はすでに明らかに主導的な地位を占めていた。そのため、贾庄で堤防を修復した後、河の流れを一つにすることができたのである。
1875年（光緒元年）の贾庄の堤防修復と南岸の大堤の建設により、黄河の状況は一変し、主流はすべて临濮、箕山一帯に向かい、秋には北に移動した。翌年、南岸の濮、范でも堤防が築かれ、黄河の南への氾濫の道が遮られた。1877年（光緒3年）には北岸の臨河民堤が完成した。銅瓦廂口門から渔山段までの堤防が連なり、黄河の水は両岸の堤防の間に制限された。もちろん、その後も民堰を突き破る事態は発生したが、大きな流れの変化はなく、この水路は今日まで維持されている。

## 参考
- 黄河改道
- 黄河の大洪水(紀元前1920年頃)
- 1887年黄河洪水
- 黄河決壊事件(1938年)